# Cork Film Festival
Cork Film Festival – coroczny festiwal filmowy odbywający się w Corku w Irlandii. Powstał w 1956 jako część An Tóstal, serii imprez kulturalnych organizowanych w Irlandii w XX wieku.  

## Historia

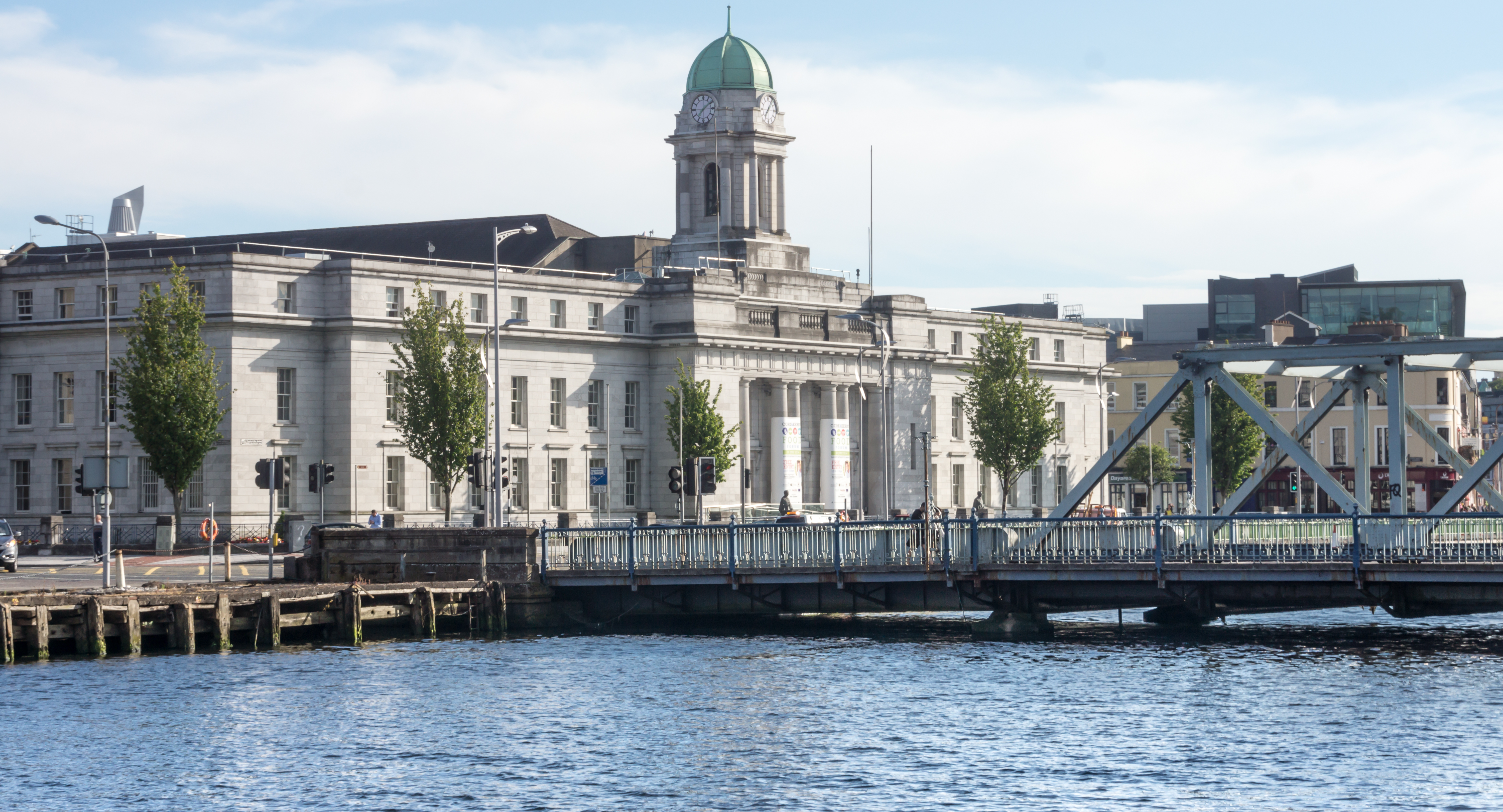
Cork City Hall

Festiwal w Corku jest największym irlandzkim festiwalem filmowym i jednym z najstarszych festiwali w Europie. Pierwszy festiwal filmowy w Corku został uznany przez Międzynarodowe Stowarzyszenie Federacji Producentów Filmowych (FIAPF) jako jeden z zaledwie pięciu na świecie, które zostały zatwierdzone na kongresie w Cannes w 1950 roku. W listopadzie 2015 obchodził swoją 60. edycję. W latach 2007–2012 zmienił nazwę na Corona Cork Film Festival.
Misją festiwalu jest łączenie ludzi poprzez świetny film, żywą rozmowę i wspólne doświadczenie kulturowe. Festiwal jest lokalną, krajową i międzynarodową imprezą, która odbywa się corocznie w listopadzie i trwa dziesięć dni. Filmy wyświetlane podczas festiwalu wybierane są przez doświadczony zespół kuratorski. W programie festiwalu znajdują się zarówno wysokobudżetowe filmy światowego kina, jak i  innowacyjne niezależne produkcje, dokumenty i filmy krótkometrażowe z całego świata. Odbywa się też szereg imprez towarzyszących, m.in. Illuminate, Industry Days, Doc Day.
Festiwal odbywa się w kluczowych centrach: The Gate Cinema, The Everyman, Triskel Christchurch i Wandesford Quay Gallery, ze specjalnymi prezentacjami w różnych częściach miastach. Korzysta ze znacznego wsparcia instytucjonalnego i partnerskiego: Arts Council, Cork City Council i Arts Office, Fáilte Ireland, Irish Film Board, Broadcasting Authority of Ireland, Screen Training Ireland i Culture Ireland oraz wsparcia partnerów medialnych: telewizji publicznej RTÉ, Irish Examiner i Red FM.
Cork Film Festival współpracuje także z Irish Film Institute Education Department w zakresie rozszerzenia programu nauczania dla szkół.
W przypadku ponad 80% filmów prezentowanych podczas festiwalu jest to jedyna okazja dla widzów, aby obejrzeć je na dużym ekranie w Corku i Irlandii. W 2017 wyświetlono ponad 230 filmów, w tym 115 filmów fabularnych i 116 filmów krótkometrażowych z 49 krajów. W pokazach wzięło udział 15 000 widzów, a publiczne zaangażowanie w sieci za pośrednictwem połączonych mediów społecznościowych wyniosło 30 000, generując 2,5 miliona euro przychodu.

## Illuminate
Illuminate to seria wydarzeń filmowych i dyskusyjnych, które koncentrują się na różnych aspektach zdrowia psychicznego. Cykl zwykle rozpoczyna pełnometrażowy film, a następnie odbywają się interaktywne sesje dyskusyjne z udziałem klinicystów, komentatorów, decydentów, etyków i filozofów, którzy prowadzą rozmowy z filmowcami. Illuminate ma na celu stworzenie otwartego forum, na którym eksperci i publiczność mogą się spotkać i podzielić wiedzą i doświadczeniem. Wykorzystuje platformę filmową, aby poradzić sobie z tematem lęku, równowagą między prawami i potrzebami człowieka, zdolnościami, autyzmem, niepełnosprawnością i wieloma innymi problemami współczesnego świata.

## Kategorie nagród

### Nagrody konkursowe
- Grand Prix Irish Short Award
- Grand Prix International Short Award
- Gradam Spiorad na Féile / Spirit of the Festival Award
- Gradam na Féile do Scannáin Faisnéise / Award for Cinematic Documentary
- Best Cork Short Award
- Documentary Short Award
- European Film Awards

Nagroda Spirit of the Festival przyznana jest przez The Gate Cinema. Nagrody Grand Prix Irish Short i Grand Prix International Short dają kwalifikacje do wyboru przez Amerykańską Akademię Sztuki i Wiedzy Filmowej celem nominacji do Oscarów w kategorii krótkometrażowych filmów aktorskich i animowanych. Brytyjskie filmy krótkometrażowe, biorące udział w konkursie międzynarodowym, honorowanym Grand Prix Festiwalu, są brane pod uwagę przy nominowaniu do nagród BAFTA, przyznawanych przez Brytyjską Akademię Sztuk Filmowych i Telewizyjnych. Jury festiwalu może również nominować filmy do nagrody Europejskiej Akademii Filmowej. 

### Nagrody przyznawane poza konkursem
- Audience Award
- Cork Film Festival Youth Jury Award

Cork Film Festival Youth Jury Award przyznawana jest w partnerstwie z University College Cork, Cork Institute of Technology i St. John's Central College.

## Polska na Festiwalu
Organizatorzy 60. edycji festiwalu w 2015 postawili na silną reprezentację Polski. Wśród jurorów znalazła się Joanna Łapińska, dyrektor Międzynarodowego Festiwalu Filmowego Nowe Horyzonty oraz Zofia Horszczaruk z New Europe Film Sales. W czasie gali otwarcia wyświetlono najnowszy film Jerzego Skolimowskiego 11 minut – polsko-irlandzką koprodukcję z Richardem Dormerem, Wojciechem Mecwaldowskim i Andrzejem Chyrą w głównych rolach.
W kolejnych dniach zaprezentowano publiczności film dokumentalny Karoliny Bielawskiej Mów mi Marianna – dramat o zmianie płci i reakcjach najbliższych osób, Ciało – dramat Małgorzaty Szumowskiej z Januszem Gajosem w roli głównej oraz Performer – film wyreżyserowany przez Macieja Sobieszczańskiego i Łukasza Rondudę, który powstał na podstawie książki pt. W połowie puste. Życie i twórczość Oskara Dawickiego autorstwa Łukasza Gorczycy i Łukasza Rondudy. Film Bogowie w reżyserii Łukasza Palkowskiego cieszył się największą popularnością i wypełnił całą salę w wyświetlającym go kinie w Corku.

## W kulturze
W 2016 powstał film dokumentalny Cork Film Festival w reżyserii Davida Christophera Lyncha, opowiadający historię powstania festiwalu i jego kolejnych edycji od 1956. W filmie wystąpili m.in. Owen Barton, Ross Carey, Benjamin Cleary, Cronan Creagh, Moe Dunford, Vincent Gallagher, Mike Hayes, Aoibhinn McGinnity, Emmet O’Brien, Kevin O’Farrell.